# Shaker Mahmoud
Shaker Mahmoud Hamza (ur. 5 maja 1960) – iracki piłkarz, reprezentant kraju.
W 1986 został powołany przez trenera Evaristo de Macedo na Mistrzostwa Świata, gdzie reprezentacja Iraku odpadła w fazie grupowej.